# Rifle Hall M1819

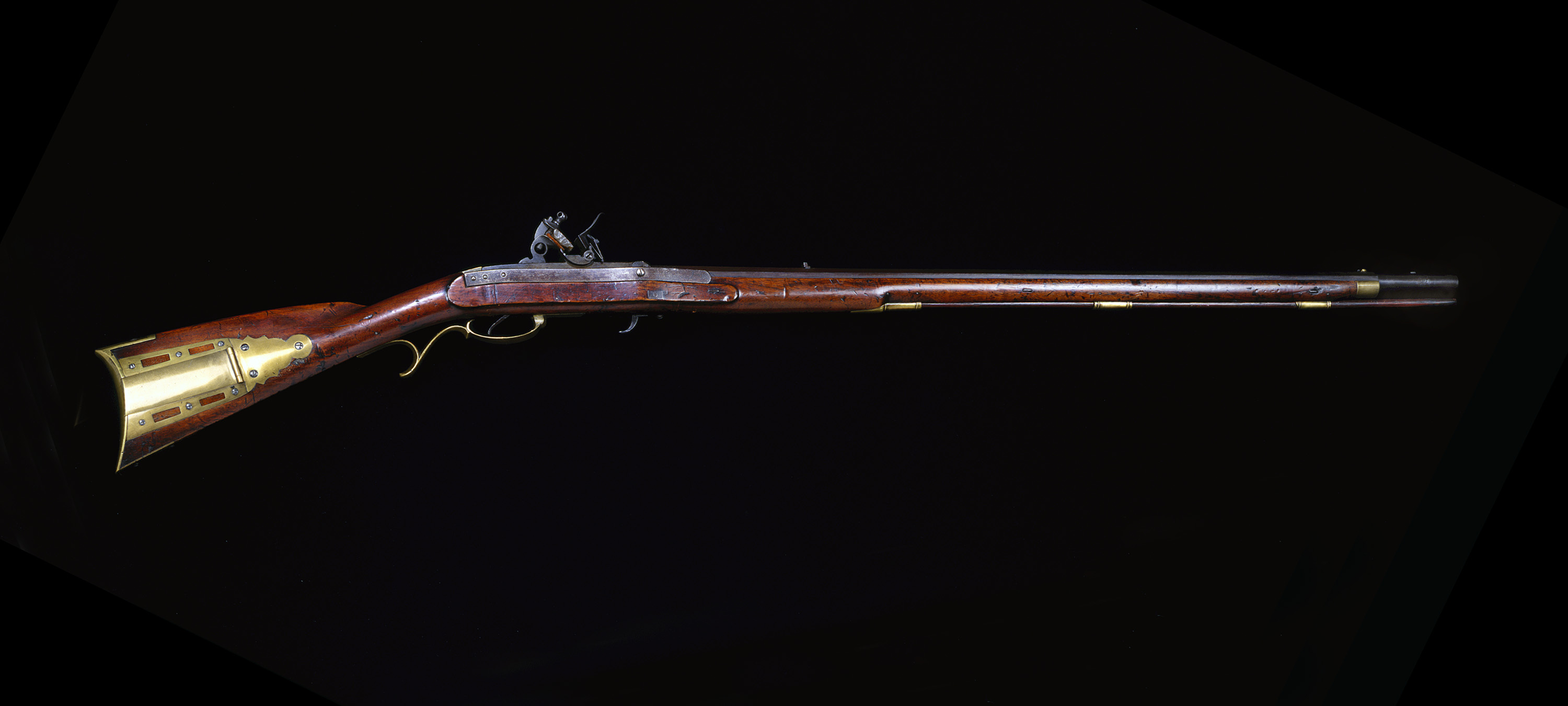
Um Rifle Hall M1819

O Rifle Hall M1819 foi um rifle de tiro único e carregamento pela culatra (retrocarga), projetado por John Hancock Hall, patenteado em 21 de maio de 1811 e adotado pelo exército dos EUA em 1819.

## Características
O Rifle Hall M1819 foi precedido pelo Harpers Ferry Model 1803. Ele usava um design de culatra de câmara pivotante e era fabricado com sistemas de ignição de pederneira ou de percussão. 
Os principais anos de produção foram entre as décadas de 1820 e 1830 no Arsenal Harpers Ferry.